# Manuel Nkomba av Kongo
Manuel Nkomba av Kongo, död 1911, var kung av Kongo mellan 1910 och 1911.  Han var son till kung Pedro VI.
Manuel Nkomba var härskare över den portugisiska lydstaten Kongoriket från 1910 till 1911, då han dog efter bara ett år på tronen. Det var antagligen därför han uteslöts från titeln Manuel III, som gavs till hans efterträdare Manuel III.
Efter att Pedro Mbemba, kung Pedro VI av Kongo, hade avlidit var den närmaste arvtagaren hans 21-årige brorson Manuel Fernandes Nkomba. Till skillnad från baptismens anhängare var det katolska partiet redo att acceptera det. Pedro Mbemba hade bara utsetts till kung i frånvaro av Pedro Lelo som var kvar i Angola, men den senares farbror Pedro Kalandera ville, med stöd av ett protestantiskt parti, att hans återkomst skulle ge en framstående politisk roll för sin brorson, den nye kungen. Manuel Nkomba blev i slutändan tvungen att avgå inför en kompromisskandidat Manuel III Martins Kiditu. Det faktum att han aldrig officiellt erkändes som monark utesluter honom från den officiella listan av kungar i kungariket Kongo, även om han förekommer i vissa listor över dessa suveräner.